# Kōhei Tanabe
Kōhei Tanabe (japanisch 田邉 光平 Tanabe Kōhei; * 9. Oktober 2001 in der Präfektur Mie) ist ein japanischer Fußballspieler.

## Karriere
Kōhei Tanabe erlernte das Fußballspielen in der Jugendmannschaft von Nagoya Grampus sowie in der Universitätsmannschaft der Chūō-Universität. Seinen ersten Vertrag unterschrieb er am 1. Februar 2024 beim Renofa Yamaguchi FC. Der Verein aus Yamaguchi spielt in der zweiten Liga, der J2 League. Sein Zweitligadebüt gab Tanabe am 24. Februar 2024 (1. Spieltag) im Auswärtsspiel gegen den Yokohama FC. Bei dem 1:1-Unentschieden stand er in der Startformation. In der 88. Minute wurde er gegen Kōji Yamase ausgewechselt.